# Tomás Farfán
Tomás Lorenzo Farfán (Tarma, 10 agosto 1961 – Oceano Pacifico, 8 dicembre 1987) è stato un calciatore peruviano, di ruolo difensore.
È deceduto nel cosiddetto Disastro aereo dell'Alianza Lima l'8 dicembre 1987.

## Carriera
Ha giocato 6 partite nella Coppa Libertadores 1983 e 6 partite nella Coppa Libertadores 1987 (in quest'ultima edizione mettendo anche a segno una rete).